# 실세예금
실세예금(實勢預金)은 은행의 표면상 예금액에서 어음이나 수표, 정부 관계 예금 등 합계액을 제외한 나머지 예금 부문을 말한다. 이러한 조작을 하는 것은 은행의 실세 예금량을 정확히 반영하기 위해서이다. 그 때문에 계절에 따라 증감이 심한 어음이나 수표 등이 제외되는 것이다. 외국환 은행이 정부로부터 예입 받은 외화도, 그 변동이 불규칙하므로 이를 제외하여 생각할 수 있다. 또한, 은행이 성적을 가공적으로 올리기 위해 외면상 꾸미기 위한 예금인 분식예금을 없애려는 의도도 여기에 포함되어 있다.